# John Say
Sir John Say, né à une date incertaine et mort le 12 avril 1478, est un homme politique anglais.

## Biographie
Ses origines familiales sont incertaines, mais il semblerait être apparenté à James Fiennes. Il est probable qu'il ait étudié à l'université d'Oxford, comme l'a fait son frère aîné William, par la suite doyen de Saint-Paul. Courtier du roi Henri VI, John Say est nommé dans les années 1440 Esquire of the Body (Écuyer du Corps, chargé des besoins personnels du roi tels que l'habillage et le déshabillage). Il semble avoir obtenu ce poste grâce au soutien de William de la Pole, le puissant duc de Suffolk. En 1447 il est élu une première fois député à la Chambre des communes du Parlement d'Angleterre en tant que burgess (représentant du bourg) de Cambridge. Il appartient à la faction qui souhaite mettre fin à la très onéreuse guerre de Cent Ans contre la France. Réélu au parlement de janvier 1449, cette fois comme député du comté de Cambridgeshire, il est alors élu président de la Chambre des communes par ses pairs,.
En septembre 1450 il est fait chancelier du duché de Lancastre, fonction qu'il occupe jusqu'au 10 juin 1471. Cette même année il survit à la rébellion de Jack Cade, bien que les rebelles aient appelé à sa mort en raison de sa proximité avec James Fiennes. Il est député du comté de Hertfordshire, où il réside et possède diverses propriétés, aux parlements de 1453, 1455, 1463, 1467 et 1478, et député de Tavistock en 1472. (Il est possible qu'il ait également été député en 1460 et 1461 ; les archives sont perdues.) En 1454 il est nommé membre du Conseil du Roi. Il est sous-trésorier à l'Échiquier de 1455 à 1456, de 1461 à 1464 puis de 1475 jusqu'à sa mort en 1478. Initialement aligné auprès des Lancastriens à la Cour et à la Chambre, il adopte une attitude prudente et non-partisane dans les premières années de la guerre des Deux-Roses, à la fin des années 1450. Étant toujours Esquire of the Body, il a néanmoins dû accompagner Henri VI à la bataille de St Albans de 1455. Il survit au renversement du roi et à la saisie du trône par le Yorkiste Édouard IV en 1461, et s'aligne au Parlement avec le nouveau gouvernement yorkiste. Les députés l'élisent d'ailleurs à nouveau président de la Chambre pour le parlement de 1463, puis pour celui de 1467. En mai 1465, il est fait chevalier de l'ordre du Bain à l'occasion du mariage du roi,.
Soutien relativement peu engagé du gouvernement de restoration d'Henri VI de 1470 à 1471, il est pardonné par Édouard IV lorsque celui-ci reprend le trône, mais est privé de sa fonction de chancelier du duché de Lancastre. Il meurt en 1478 et est inhumé à l'église de Broxbourne,.